# Rinus Michels
Marinus Jacobus Hendricus „Rinus“ Michels (* 9. Februar 1928 in Amsterdam; † 3. März 2005 in Aalst, Belgien) war ein niederländischer Fußballspieler und -trainer.
Der Verfechter des Totalen Fußballs führte die niederländische Nationalmannschaft 1974 zum Vize-Weltmeistertitel und gewann mit ihr 1988 die Europameisterschaft. Als Trainer von Ajax Amsterdam gewann er die niederländische Meisterschaft, den niederländischen Pokal und den Europapokal der Landesmeister. Mit dem FC Barcelona wurde er spanischer Meister und Pokalsieger, mit dem 1. FC Köln deutscher Pokalsieger. 1999 kürte ihn die FIFA zum „Trainer des Jahrhunderts“.
Sein bekanntester Spitzname lautete Der General. Er erhielt ihn durch seinen autoritären und harten Trainingsstil, die persönliche Distanz, die er stets zu den Spielern hielt, und dadurch, dass er taktisch und strategisch ein Visionär war, der viele Entwicklungen des späteren Fußballs initiierte.

## Leben

### Spieler
Michels begann seine Fußballerkarriere 1940, kurz nach dem Einmarsch Deutschlands in die Niederlande, bei Ajax Amsterdam. 1946 spielte er erstmals in der A-Mannschaft. In diesem Spiel feierte er mit fünf erzielten Toren einen beeindruckenden Einstand. Bis 1958 erzielte er als kopfballstarker Stürmer 121 Tore in 269 Partien für seinen Verein [Anmerkung: andere Quellen zählen 120 Tore in 257 Spielen] und errang mit ihm den Meistertitel in den Jahren 1947 und 1957. Außerdem spielte er fünfmal für die Nationalmannschaft der Niederlande (Oranje-Team). Dort erzielte er aber keine Tore. Die Mannschaft, die damals weit entfernt vom Niveau der heutigen war, erlitt mit Michels als Spieler nur Niederlagen.
Nach seiner aktiven Zeit studierte er in Amsterdam Sportwissenschaften an der Academie voor Lichamelijke Opvoeding und ließ sich zusätzlich zum Masseur und Krankengymnasten ausbilden. Danach arbeitete er als Lehrer an einer Schule für taubstumme Kinder. Als der niederländische Fußballverband Anfang der 1960er erstmals eine Trainerausbildung abhielt, erwarb Michels nebenbei die Fußballlehrerlizenz.

### Trainer

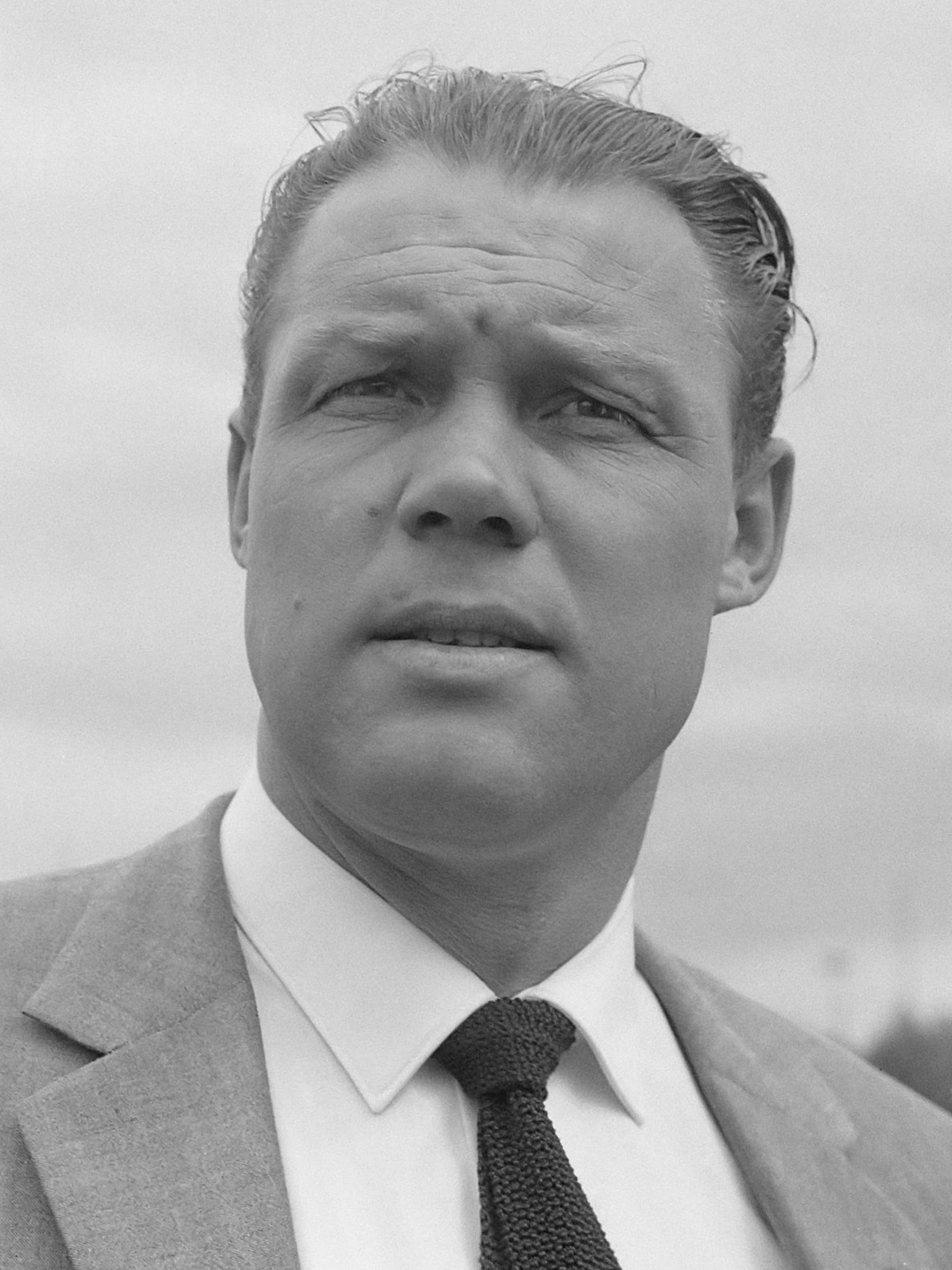
Rinus Michels (1966)

#### Anfang in Amsterdam
Bereits im September 1953 sammelte Michels seine ersten Erfahrungen als Trainer. Als er seinerzeit als Wehrpflichtiger in Hooghalen stationiert war, nahm er sich der VV Asser Boys in der Tweede Klasse A an, wo er bis Anfang 1954 blieb.
Seine ernsthafte Trainerlaufbahn begann er 1960 bei den Amateurvereinen JOS (Jeugd Organisatie Sportclub) und AFC (Amsterdamsche Football Club). Im Januar 1965 stellte ihn Ajax als Trainer ein, als Nachfolger des Engländers Vic Buckingham. Der Verein hatte vorher eine sportliche Talfahrt durchlitten und war zeitweise auch in Abstiegsgefahr. Kurz vor Michels’ Amtsantritt hatte Ajax mit einem 4:9 gegen Feyenoord Rotterdam die höchste Niederlage der Vereinsgeschichte erlitten. Ajax, das damals talentierte Spieler wie Johan Cruyff, Wim Suurbier und Sjaak Swart besaß, krankte vor allem an der Desorganisation und Undiszipliniertheit der Mannschaft. Michels, der großen Wert auf Disziplin legte, konnte dies ändern. Ajax gewann unter ihm in den folgenden Jahren viermal die niederländische Meisterschaft (1966, 1967, 1968, 1970) sowie dreimal den Pokalsieg (1967, 1970, 1971). 1971 gewann er mit seinem Team – nachdem es 1969 in diesem Wettbewerb hinter dem AC Mailand schon Zweiter geworden war – den Europapokal der Landesmeister. Der Weltklassespieler Cruyff sagt über seine Zeit unter Michels: „Sowohl als Spieler als auch als Trainer lehrte mich niemand so viel wie er … Ich habe seine Führungskraft immer bewundert.“

#### FC Barcelona
1971 wechselte Michels zum FC Barcelona, bei dem er mit seinen Vorstellungen von Disziplin und Taktik zunächst auf Probleme stieß. Ajax hingegen erreichte in den beiden folgenden Jahren zwei weitere Europapokalsiege. In den Augen vieler spielte die Mannschaft unter dem neuen Trainer Ștefan Kovács kreativer, da er den Spielern mehr Freiheiten ließ.
Anfänglich ließen die Erfolge für Michels in Barcelona auf sich warten. Erst als Cruyff Michels nach Barcelona folgte, nachdem vorher die Verpflichtung von Gerd Müller gescheitert war, gelang 1974 der Gewinn der spanischen Meisterschaft.

#### Weltmeisterschaft 1974
Während der Fußball-Weltmeisterschaft 1974 in Deutschland war Michels Nationaltrainer der Niederlande (Bondscoach). Wie zuvor bei Ajax drängte Michels in der Vorbereitung auf eine Professionalisierung und Disziplinierung des Teams, auch bei der Oranje Elftal führte er sein System des „Totalen Fußballs“ ein. Er prägte so den niederländischen Fußball bis heute und gilt dementsprechend auch als „Vater des niederländischen Fußballs“. Sein Team beeindruckte bei seiner ersten WM-Teilnahme seit dem Zweiten Weltkrieg durch eine moderne Spielweise und eine Reihe hervorragender Einzelspieler wie Johan Cruyff und Johan Neeskens. Viele Fußballexperten hielten es für das spielstärkste Team des Turniers und klaren Favoriten für das Finale. Trotz einer Vielzahl von Chancen und teilweise überlegener Spielweise verlor es jedoch gegen Deutschland mit 1:2.

#### Amsterdam, Amerika und Barcelona
Nachdem er in der Saison 1975/76 wieder Ajax Amsterdam trainiert hatte, ging er ein zweites Mal zum FC Barcelona, mit dem er 1978 den spanischen Pokal gewann. Darauf folgten zwei Jahre Trainertätigkeit – in Michels’ Worten „bezahlter Urlaub“ – in den USA bei den Los Angeles Aztecs.

#### 1. FC Köln
Von 1980 bis 1983 war Michels in der Fußball-Bundesliga für den 1. FC Köln tätig. Er wurde der damals bestbezahlte Trainer der Liga. Probleme gab es, weil der DFB seine niederländische Trainerlizenz nur widerwillig und erst nach einiger Zeit anerkannte. Noch Anfang 1978 war die Verpflichtung von Ernst Happel durch den Hamburger SV an der mangelnden Bereitschaft des DFB, ausländische Lizenzen anzuerkennen, gescheitert. „Wir müssen die Trainer schützen, die bei uns eine Lizenz erworben haben“, meinte weiland der deutsche Verband.
In Köln, wo der vorherige Trainer Karl-Heinz Heddergott vorher den Spielern viel Freiraum gelassen hatte, gab es ähnliche Eingewöhnungsprobleme wie in Barcelona. Das Team um Rainer Bonhof, Pierre Littbarski und Toni Schumacher wurde in der ersten Saison nur Achter. 1981 verstärkte Michels das Team unter anderem mit Klaus Allofs und Klaus Fischer und zog die Intensität des Trainings weiter an. Schumacher, der mit Michels auch privat befreundet war und während des größten Teils der Kölner Zeit ebenso loyal zu Michels stand wie dieser zu Schumacher, fasst es zusammen:

„Michels war ein knochenharter Kerl, abgrundtief gehasst und geachtet zugleich. … Das Training war eine einzige Quälerei: Gymnastik, Laufen bis zur Erschöpfung, 'angefeuert' durch beleidigende Bemerkungen wie 'Kriecher', 'Flaschen', 'Idioten', 'Dilettanten'. Meine Freunde Pierre Littbarski und Klaus Allofs waren zutiefst gekränkt, glühend vor Wut, fühlten sich wie Sklaven behandelt. Es drohte ein regelrechter Aufstand. … Rinus Michels konnte nie nett sein; wie kein anderer konnte er seinen Spielern auch noch den letzten Rest an Humor austreiben, sie erniedrigen.“

Der Verein wurde Herbstmeister und mit drei Punkten Rückstand auf den von Ernst Happel trainierten HSV deutscher Vizemeister. 1983 gewann das Team den DFB-Pokal mit einem Sieg über den Lokalrivalen SC Fortuna Köln. Die Zeit in Köln war nicht frei von Konflikten. Littbarski, der ein wesentlich distanzierteres Verhältnis zu Michels hatte als Schumacher, sagt rückblickend:

„Vielleicht besaß er wirklich ein strategisches Geschick, und der moderne Fußball zeigt, dass er eine Vision hatte, die heute bereits Realität ist. Aber für Individualisten wie mich war er tödlich. ... Er wollte einfach meinen Willen brechen, mir meine Spielfreude austreiben und aus mir jemand anderen machen.“

#### Niederländische Europameisterschaft
Ab 1984 wirkte Michels als Technischer Direktor der niederländischen Nationalmannschaft. 1986 übernahm er auch wieder den Trainerposten. Bei der Fußball-Europameisterschaft 1988 in Deutschland triumphierte er dieses Mal über Deutschland im Halbfinale mit 2:1 und erreichte damit die Revanche für die Niederlage von München. Sein Team mit Ruud Gullit und Marco van Basten gewann anschließend im Finale in München durch einen 2:0-Sieg über die Sowjetunion die Europameisterschaft.

#### Werksfußballer
Nach der erfolgreichen Europameisterschaft wechselte er erneut in die Fußballbundesliga zu Bayer 04 Leverkusen. Nach enttäuschenden Ergebnissen entließ ihn der Verein jedoch kurz vor dem Ende der Saison 1988/89 vorzeitig. Obwohl finanziell lukrativ, empfand er das Engagement als sportlichen Abstieg. Er konstatierte: „In Köln bin ich an den Stars gescheitert. In Leverkusen daran, dass keine Stars da sind. Die Spieler hier sind viel zu brav für das Fußballgeschäft. Die Mannschaft ist einfach nur Mittelmaß.“

#### Nochmals Niederlande
Nach dem Ausscheiden der Niederländer bei der Weltmeisterschaft 1990 in Italien gegen Deutschland wurde Rinus Michels erneut Nationaltrainer des Landes. Nach der Niederlage im Elfmeterschießen gegen den späteren Europameister Dänemark nahm er im Sommer 1992 endgültig Abschied von der Trainerbank. Später übernahm er noch verschiedene beratende Aufgaben für den nationalen Fußballverband und die UEFA. 1999 verlieh ihm die FIFA die Auszeichnung als Trainer des Jahrhunderts.
Michels starb nach einer Herzoperation im belgischen Aalst.

## Wirken
Michels hatte als Trainer sowohl auf Vereinsebene von Ajax Amsterdam als auch später der Nationalmannschaft großen Anteil daran, dass die Niederlande Ende der 1960er und Anfang der 1970er Jahre zu der bedeutenden Größe im internationalen Fußball wurden, die sie bis heute sind. In dieser Zeit demonstrierte er das System des Totalen Fußballs. Bei dieser sehr offensiven Spielweise wurden die vorher starren Positionen der Spieler aufgelöst, diese rochierten ständig, Verteidiger (besonders die Außenverteidiger) schalteten sich in den Angriff ein, und Angreifer halfen nun in der Verteidigung.
Fußballhistorisch sollte hierbei allerdings nicht das Wirken des österreichischen Trainers Ernst Happel in den Niederlanden außer Acht gelassen werden, der ab 1962 bei ADO Den Haag arbeitete und ein auf guter physischer Vorbereitung basierendes Pressing-Spiel einführte. Er holte auch mit Feyenoord 1970 erstmals den Europapokal der Landesmeister ins Land und wurde 1978 auch mit den Niederlanden Vize-Weltmeister in Argentinien, als Nachfolger von Rinus Michels.

## Zitate
- Spitzenfußball ist wie Krieg. Bist du zu lieb, bist du verloren. (Oft verkürzt wiedergegeben als Fußball ist Krieg.)